# Josep Ferran
Josep Ferran   (Barcelona, 8 de gener de 1924 - Barcelona, 2 de març de 2000) fou un ballarí i mestre de ballet català.
Va néixer al barri del Poble-Sec de Barcelona, fill de Joaquim Ferran i de Montserrat Puigventós. Va estudiar música i cant en el Conservatori de Barcelona, i posteriorment dansa amb Sacha Goudine. Enregistrà tres pel·lícules amb Metro Goldwyn Mayer, 20th Century Fox i Universal International, a principis de la dècada del 1950, junt amb Leslie Caron i Roland Petit. Abandonà la carrera de ballarí per a dedicar-se a l'ensenyança en l'Escola de Dansa de Rosella Hightower, tornant a Barcelona posteriorment.